# Glycerius
Glycerius byl západořímský císař od března 473 do června 474. Původně sloužil jako velitel císařské gardy. Nedlouho po smrti císaře Olybria ho magister militum Gundobad pozvedl na trůn. Jeho autorita se omezovala pouze na Itálii a některé oblasti na jihovýchodě Galie.
Během svého krátkého panování dosáhl dílčích úspěchů v boji s Vizigóty. V Konstantinopoli odmítli uznat legitimitu jeho vlády a vyslali proti němu dalmatského generála Julia Nepota, který ho rok po získání moci sesadil. Glycerius poté působil jako biskup ve městě Salona v Dalmácii (dnešní Solin), kde se měl o několik let později podílet na Nepotově vraždě.

## Život

### Vzestup k moci
Prameny obsahují kusé a neúplné zprávy o Glyceriově životě. Ví se o něm jenom to, že v období bezprostředně před nástupem na trůn zastával hodnost velitele císařské tělesné stráže (comes domesticorum) na dvoře v Ravenně.
V roce 472 vypukla v Itálii občanská válka mezi západořímským císařem Anthemiem a jeho barbarským generálem (magister militum) Ricimerem. V dubnu tohoto roku Ricimer učinil císařem senátora Olybria, načež byl Anthemius v červenci zavražděn. Již v dalším měsíci však Ricimer zemřel a nejpozději na počátku listopadu 472 skonal i Olybrius. Následovalo několikaměsíční interregnum, jež ukončil burgundský patricij a magister militum Gundobad, Ricimerův synovec, když 3. nebo 5. března 473 prohlásil v Ravenně Glyceria za císaře. Jeho doména zahrnovala vedle samotné Itálie pouze malé území v jihovýchodní Galii.

### Vláda
O Glyceriově panování toho není mnoho známo. Předpokládá se, že císař se zdržoval po většinu doby v severní Itálii, neboť drtivá většina mincí vyražených jeho jménem pochází z mincoven v Mediolanu (dnešní Milán) a Ravenně. Prameny ho popisují poněkud rozporuplně. Jordanes o něm v 6. století napsal, že si uzurpoval moc tyranským způsobem. Byzantský historik Theophanes ho naproti tomu zmiňuje jako nikoli zavrženíhodného jedince. Galorománský autor Ennodius dokonce Glyceria vychvaluje za jeho četná prospěšná opatření. Jmenuje ale pouze jediný příklad, týkající se žádosti biskupa Pavie Epifania. Císař vyhověl biskupově přímluvě a odmítl potrestat urážky, jež musela strpět jeho matka. Vedle toho se dochoval Glyceriův právní předpis z března 473, namířený proti svatokupectví.
Glycerius dosáhl jistých diplomatických a vojenských úspěchů nad barbary. Ambiciózní vizigótský král Eurich, ovládající značnou část Galie a Hispánie, se v roce 473 pokusil vpadnout na Apeninský poloostrov. Glyceriovi komité (comites) Alla a Sindila nicméně porazili a zabili římského vojevůdce Vincentia, vyslaného Eurichem do Itálie. Vizigóti přesto obsadili zbývající římské území v Galii, včetně měst Arelate (Arles) a Massilia (Marseille).
Glycerius se musel vypořádat rovněž se skupinou Ostrogótů, vedených Vidimerem, jehož stejnojmenný otec přišel o život zřejmě v průběhu konfliktu mezi Ricimerem a Anthemiem. Kombinací diplomacie a úplatku císař přesvědčil ostrogótského vůdce, aby opustil Itálii a vydal se se svými lidmi do Galie. Podle Jordanova líčení se tam tato část Ostrogótů posléze spojila v jeden celek se svými vizigótskými příbuznými.
Východořímský císař Leon I. odmítl uznat legitimitu Olybria a stejný postoj zaujal i vůči Glyceriovi. Místo něho vybral na trůn Západu vlastního kandidáta, jímž byl magister militum Dalmatiae Julius Nepos, synovec vojevůdce Marcellina, spřízněný s Leonovou manželkou Verinou. Východní císař ho pověřil vedením výpravy proti Glyceriovi, ovšem dříve, než mohl Nepos cokoli podniknout, Leon v lednu 474 zemřel. Jeho faktickým nástupcem se stal jeho zeť Zenon, vládnoucí společně se svým nezletilým synem a Leonovým vnukem Leonem II. Glycerius se snažil předejít hrozícímu střetu a diplomatickou cestou neúspěšně usiloval o usmíření s Východem. V souladu s tím západní dvůr nenominoval vlastního uchazeče o konzulát pro rok 474 a akceptoval Leona II. jako jediného konzula v daném roce.

### Sesazení a smrt
Na jaře 474 Julius Nepos překročil Jaderské moře a se svými silami přistál v Portu, při ústí Tibery. Glycerius pravděpodobně předtím opustil Ravennu a vydal se do Říma, aby čelil svému protivníkovi. Tomu nasvědčuje nález Glyceriovy stříbrné mince vyražené v Římě. Jakmile se však Nepos v červnu 474 vylodil, Glycerius se mu bez boje vzdal. Julius Nepos se poté prohlásil za císaře a Glyceria poslal do Dalmácie, kde byl vysvěcen na biskupa Salony (Solin). Glyceriovo sesazení se obešlo bez jakéhokoli střetnutí, protože Gundobad ani italské vojsko nezasáhli na jeho podporu. Gundobad se již dříve odebral z Itálie do Galie. Někteří novodobí historikové spekulují, že tak učinil, aby tam pro Glyceria shromáždil dodatečné vojenské síly. Jiní se naopak domnívají, že po smrti svého otce, burgundského krále Gondioka, ztratil zájem o dění v Itálii a dal přednost získání vlády nad Burgundy.
Po svém svržení se Glycerius zdržoval v Saloně, kam se v roce 475 uchýlil také Julius Nepos, vypuzený z Itálie sotva rok po nástupu na trůn. Byzantský dějepisec Malchos uvádí, že Glycerius inicioval spiknutí, které vyústilo v Nepotovo zavraždění v roce 480. Tehdejší italský vládce Odoaker ho měl následně ustavit biskupem Mediolana. To ale nelze spolehlivě prokázat, přičemž převládá názor, že Glycerius strávil zbytek života v Saloně.